# Erzurum (província)
Erzurum é uma província (em turco:  iller) do nordeste da Turquia, situada na região (bölge) da Anatólia Oriental (em turco: Doğu Anadolu Bölgesi), com capital na cidade homónima. Tem 25 006 km² de área e em dezembro de 2021 tinha 756 893 habitantes (densidade: 30,3 hab./km²).